# Gymnoscelis hyperocha
Glaucoclystis hyperocha là một loài bướm đêm trong họ Geometridae.